# Кім Ин Гук
Кім Ин Гук  (кор. 김은국, 28 жовтня 1988) — корейський важкоатлет, олімпійський чемпіон.

## Виступи на Олімпіадах
| Олімпіада   | Вагова категорія | Місце |
| ----------- | ---------------- | ----- |
| Лондон 2012 | до 62 кг         | 1     |